# トローヴォ
トローヴォ（伊: Trovo）は、イタリア共和国ロンバルディア州パヴィーア県にある、人口約1,000人の基礎自治体（コムーネ）。

## 地理

### 位置・広がり

#### 隣接コムーネ
隣接するコムーネは以下の通り。括弧内のMIはミラノ県所属を示す。
- バットゥーダ
- ベレグアルド
- カゾラーテ・プリーモ
- モッタ・ヴィスコンティ (MI)
- ロニャーノ
- トリヴォルツィオ
- ヴェルナーテ (MI)

### 気候分類・地震分類
気候分類では、zona E, 2619 GGに分類される。
また、イタリアの地震リスク階級 (it) では、zona 3 (sismicità bassa) に分類される
。

## 行政

### 分離集落
トローヴォには、以下の分離集落（フラツィオーネ）がある。
- Melghera, Pallavicina, Papiago